# Trinity River (Kalifornien)
Der Trinity River ist ein linker Nebenfluss des Klamath River im Norden des US-Bundesstaates Kalifornien.
Er entspringt nahe am Kamm im Süden der Klamath Mountains und floss ursprünglich nach Westen Richtung Pazifischer Ozean ab. Seit dem Bau des Trinity Dam 1962 wird der Fluss zum Stausee Trinity Lake aufgestaut und zur Energieerzeugung genutzt. Unterhalb des Kraftwerks wird der Fluss erneut im kleineren Lewiston Lake gestaut und rund 90 % der Wassermenge wird von dort über ein Kanal- und Tunnelsystem nach Westen zum Sacramento River ausgeleitet. Dieses Bauwerk ist Teil des Central Valley Project und dient der Bewässerung des Kalifornischen Längstals zur Bewässerung der landwirtschaftlichen Flächen. Die verbleibenden rund 10 % des ursprünglichen Wassers fließen als Trinity River weiter und münden nach 232 km in den Klamath River, dessen größter Zufluss der Trinity River ist.
Am Oberlauf des Trinity River wurde 1849 im Rahmen des kalifornischen Goldrauschs Gold gefunden und ausgebeutet. Der Trinity River ist reich an Fischen, darunter der seltene Königslachs und die Stahlkopfforelle, die als so genannte anadrome Wanderfische im Süßwasser laichen, aber den Großteil ihres Lebens im Ozean leben.
Heute ist der Fluss ein beliebtes Revier für den Kanusport, in den oberen Abschnitten für Wildwasserpaddeln, am Unterlauf Wasserwandern. 1981 wurde der Trinity River unterhalb des Lewiston Lake als National Wild and Scenic River ausgewiesen und so vor weiterer Verbauung geschützt.
Die letzten 20 Kilometer des Flusslaufes und seine Mündung liegen in der Reservation der Hoopa-Indianer.